# 第3航空艦隊 (日本海軍)
第三航空艦隊（日语：／ Daisan Kōkū Kantai ?）是旧日本海軍在太平洋战争末期组建的一支陆基海军航空兵编制。此时盟军反攻的前锋已经抵达菲律宾和荷属东印度一带，三航舰主要负责日本本土南部及南方诸岛屿的空中防卫任务，同时试图在马里亚纳群岛牵制盟军的进攻步伐。

## 历史
1944年7月5日，海军提议将负责小笠原方面作战的第27航空战队（八幡空袭部队）以及横须贺海军航空队之一部，编成为第三航空舰队。八幡空袭部队的任务，是在负责本州南部及南方诸岛的航空作战的同时，寻机对马里亚纳群岛方面之敌发动奇袭。10日，三航舰正式成立。三航舰的编制采取了所谓“空地分离方式”，航空部队归舰队司令长官直属，而地面支援队伍归航空战队管辖。编成当天，聯合艦隊司令长官丰田副武海军大将作出指示，以三航舰配置在本州东部及南方诸岛，负责该方向作战，同时与第五基地航空部队紧密配合，策应对马里亚纳方向的奇袭。

## 编制
1944年7月10日，新编成时
- 第27航空战队
- 直属：第131海军航空队、第252海军航空队（日语：第二五二海軍航空隊）、第752海军航空队（日语：第一航空隊）、第801海军航空队（日语：横浜海軍航空隊）、关东海军航空队

## 司令长官
1. 吉良俊一（日语：吉良俊一）海军中将：1944年7月10日 -
2. 寺冈谨平（日语：寺岡謹平）海军中将：1944年11月11日 -
3. 山田定義（日语：山田定義）海军中将：1945年8月26日 -

## 参谋长
1. 三浦艦三海军大佐:1944年7月10日 -
2. 田口太郎海军大佐:1944年8月1日 -
3. 山澄忠三郎海军大佐:1945年1月1日 -
4. 高橋千隼海军大佐:1945年8月26日 -